# Jozef Pauwels
Jozef Lode Jozefina Pauwels, beter gekend onder pseudoniem Paul van Morckhoven (Borgerhout, 25 maart 1910 - Antwerpen, 11 januari 1990) was een onderwijzer, Vlaams toneelschrijver en recensent.

## Leven
Jozef Pauwels werd in Borgerhout geboren op 25 maart 1910. Hij was onderwijzer tot 1960 en reorganiseerde de Bond van de Vlaamse Toneelschrijvers tot de Vereniging van Vlaamse Toneelauteurs. Daar was hij voorzitter van 1956 tot 1972. Daarnaast was hij tevens redacteur van Het Toneel van 1952 tot 1969 en hij schreef voor verschillende kranten en tijdschriften toneelrecensies terwijl hij nog toneelmedewerker was voor radio en televisie. Als toneelschrijver produceerde hij toneelstukken van verschillende aard zoals blijspelen, historiestukken, eenakters, thrillers en bewerkingen van reeds bestaande spelen. Pauwels won de prijs van de provincie Antwerpen voor zijn stuk Karel van Denemarken (1942). Daarnaast schreef hij essays en monografieën en maakte vertalingen en toneelbewerkingen voor televisie. Hij werd gehuldigd met een erepenning van de Vlaamse Raad ter ere van zijn zeventigste verjaardag. Al zijn werken werden onder zijn pseudoniem Paul van Morckhoven uitgegeven.

## Werken
Een aantal van zijn werken zijn:
- Amor spant zijn boog: blijspel in 3 bedrijven, 1936.
- Draaimolen: dramatische schets, 1939.
- Karel van Denemarken, 1942.
- Het Amerikaans toneel, 1953.
- Het buitenkansje, 1955.
- Bartolomeusnacht, 1956.
- Het hedendaags toneel in België, 1969.
- De gekroonde laars, 1975.
- De Datzja, 1977.
- Hier zijn we veilig: zes taferelen.
- Pierre en Pauline: blijspel in drie bedrijven.
- Vrijgesproken: het gerecht wikt, de maatschappij beschikt.